# Estación de Bernal
Bernal fue una estación de trenes que se encuentra en Tequisquiapan, Querétaro. Según los pobladores cerca de la estación, se pueden escuchar gritos de mujeres y ver pequeñas luces en la estación sobre la madrugada. La estación fue el set cinematográfico para la película “La Nao de China”.

## Historia
La estación fue edificada sobre la línea México-Laredo de Tamaulipas del antiguo Ferrocarril Nacional de México. La estación fue inaugurada por el presidente Porfirio Díaz en el 1902, siendo el Tren Presidencial el primero en arribar a la estación. El 7 de enero de 1931 el Departamento de Vía de Ferrocarriles Nacionales de México presentó un plano para la ampliación de las bodegas en la estación Bernal, en el que se propuso alargar 10.45 m. más la bodega de esta estación, obra que posteriormente fue realizada.